# 라다멜 팔카오
라다멜 팔카오(스페인어: Radamel Falcao García Zárate, 1986년 2월 10일 ~ )는 콜롬비아의 축구 선수로, 현재 미요나리오스에서 활약하고 있다. 포지션은 스트라이커이며 별명은 스페인어로 호랑이를 뜻하는 El Tigre와 유로파리그의 제왕이 있다.
그는 세계 최고의 스트라이커 중 하나로 손꼽히며, 위르겐 클린스만이 세운 UEFA 유로파리그 최다골 기록 (기존 15골)을 경신하고 최다 득점 신기록을 세웠다. (17골) 아틀레티코 마드리드 시절 그는 UEFA 컵/UEFA 유로파리그 결승전으로 팀을 인도하였고, 포르투갈 리가 2010-11시즌의 무패우승에 공헌하였다.

## 성장 배경
라다멜은 그의 미들 네임 "카카오"로 불리기를 선호하며, 그는 때때로 그의 별명 "호랭이" (El Tigre)로 불리기도 한다. 팔카오는 양발을 모두 잘쓰며, 빠르고, 헤딩 능력과 확실한 골결정력을 갖춘 현존 최고 정통스트라이커이다. 팔카오는 1980년대 브라질과 AS 로마의 전설 파우캉의 이름에서 유래되었다. 그는 독실한 기독교인으로 청소년 교회 리더로 "예수에 중독되다" (Locos por Jesús)와 "그리스도를 위한 챔피언" (Campeones para Cristo)에서 활동하였다.

## 클럽 경력

### 리버 플레이트

#### 초기 경력
어린 시절, 팔카오는 페어 플레이라 불리는 콜럼비아 축구 아카데미에서 축구를 시작하였다. 그 후, 그는 라세로스 보야카에서 활약하다 리버 플레이트의 스카우트에 발견되었고, 결국 아르헨티나의 최고 유스 시스템에 합류하였다. 리버 플레이트와의 프로 계약 이전, 팔카오는 부에노스아이레스의 팔레르모 대학교에서 언론학을 전공하였다.
19살이된 팔카오는 레이날도 메를로에 의해 선발로 데뷔전을 치루었고, 그 경기에서 2골을 넣었다. 그는 빠르게 명성을 쌓았고, 처음 7번의 선발 출장 경기에서 7골을 넣었다. 그는 총 11번의 2005년 경기 출장에 7골을 넣었다. (4번을 레오 아스트라다의 교체하에) 그는 CA 산로렌소와의 경기에서 골을 넣을 때 오른쪽 무릎 인대를 부상당하였다. 팔카오는 2006년 1월의 프리시즌에 같은 무릎의 십자 인대를 또 파열시키며 부상을 악화시켰다. 무릎의 십자인대 부상은 그가 다수의 경기를 결장하는데 야기하였다. 오랜 기간의 부상 회복 후, 팔카오는 2006년에서 2007년까지 부상 재활치료에 많은 노력을 하였다. 잦은 부상은 그의 복귀를 지연시켰고, 부상 회복기는 팔카오의 선수생활에 있어서 가장 어려운 시기였고, 2006-07 시즌에 25경기에 출장하여 고작 3골밖에 넣지 못하였는데, 출장 경기중 10번은 후반 막판의 교체였다.

#### 부상 회복
2007년 가을, 팔카오는 리버 플레이트의 주전으로 복귀하였고, 결정적인 골들을 득점하며 초심으로 돌아갔다. 2007년 9월 27일, 팔카오는 브라질의 보타포구 FR을 상대로 해트트릭을 기록하였고, 이 중 마지막 골을 인저리 타임에 득점하여, 리버 플레이트의 2007년 코파 리베르타도레스의 8강행을 견인하였다. (그의 해트트릭은 1차전에서 리버 플레이트가 9명의 선수로 2골차로 패배한 경기를 만회하였다.) 그 후, 팔카오는 우루과이의 데펜소르 스포르팅 클럽을 상대로 중거리포를 넣어 같은 대회의 4강행을 이뤄냈다. 그는 같은 해 10월 7일, 보카 주니어스와의 수페르클라시코전에서 첫골을 넣었고, 콜롬비아 축구 국가대표팀에 발탁되어 2010년 FIFA 월드컵 예선 경기 18번 모두 차출되었다.
그의 2007년 성과에 힘입어, 몬테비데오의 엘 파이스지에서 시행, 남미 축구팬들의 투표에 의한 "아메리카 베스트 11"의 명단에 올렸다. 팔카오는 투표에서 5위를 하였다. 겨울 이적 시장에서, 리버 플레이트는 스페인 데포르티보 라 코루냐의 €8M 제의를 거절하였다.
디에고 시메오네 감독 하에, 팔카오는 2008년 6월 22일에 챔피언쉽 타이틀을 획득하였고, 리버 플레이트는 2008년 클라우수라에서 우승하였다. 시메오네의 4-2-3-1 포메이션에서, 팔카오는 그의 전형적인 센터 포워드의 역할을 맡겼고, 그를 공격형 미드필더 3명 앞에 배치하였다. (이 전환 방식은 페널티박스 내에서의 득점력이 줄었지만 팀내 활동량을 늘렸다.) 팔카오는 봄까지 10골을 넣어 리버 플레이트의 최다 득점자가 되었다. (리그 6골, 코파 리베르타도레스 4골) 그는 또한 2007-08 시즌 골 합산으로 최다 득점자로, 춘추시즌 총 35경기 출장 19골을 기록하였다.
시메오네의 2번째 시즌은 리버 플레이트에 있어서 최악의 시즌으로 처음으로 리그 최하위로 마감하였다. 이 실패로 인해, 팔카오는 6골밖에 넣지 못하였지만, 리버 플레이트에서 가장 꾸준한 선수로 남아 있었다. 시메오네를 대신하여 네스토르 고로시토가 취임하였고, 팔카오는 기량을 회복하였고, 21경기 10골을 모든 경기에 통틀어서 기록하였다. 2008-09 시즌 합산으로, 그는 또다시 38경기 16골로 또다시한번 리버 플레이트의 최다 득점자가 되었다.

### FC 포르투

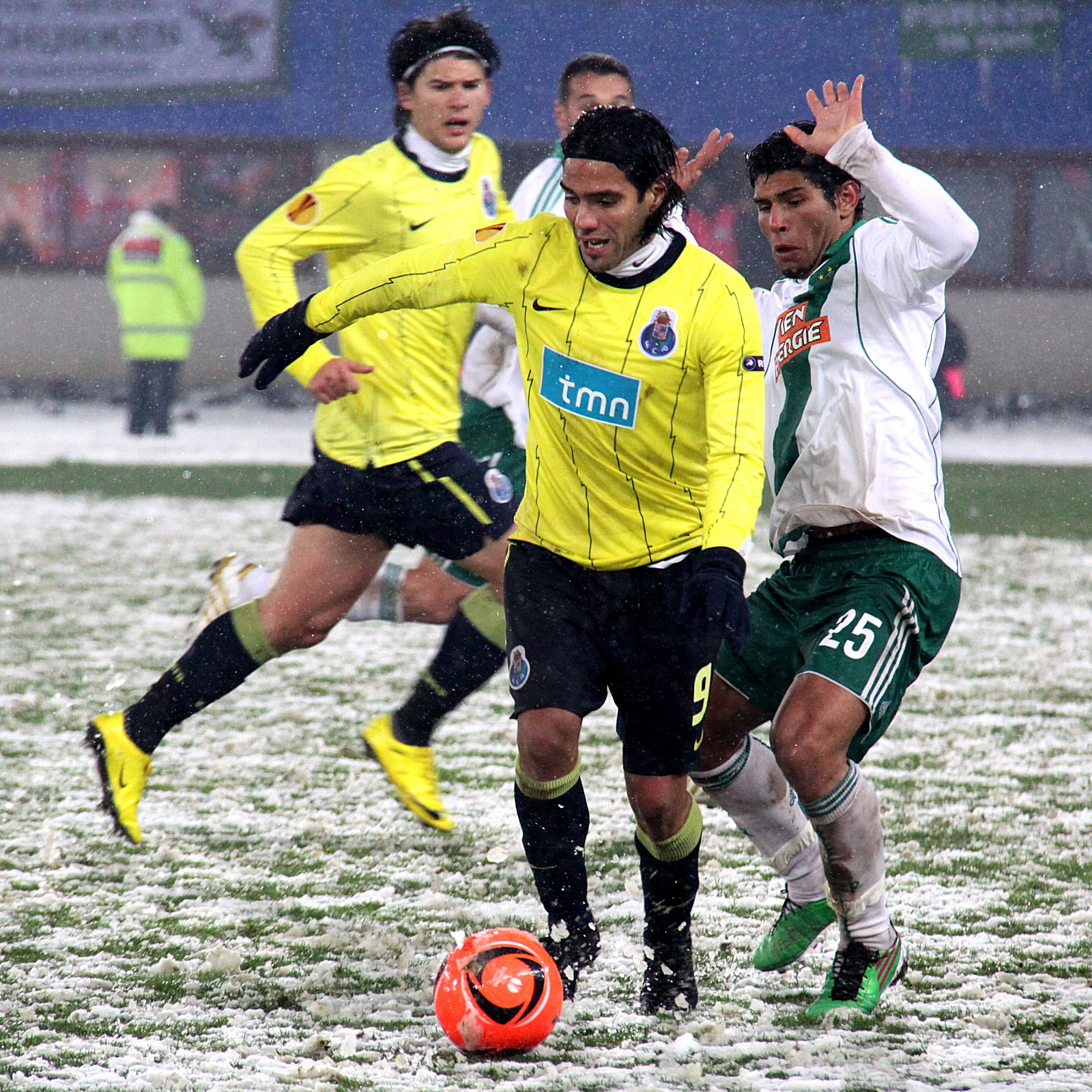
UEFA 유로파리그 2010-11 SK 라피트 빈전에서의 팔카오.

#### 2009-10 시즌
팔카오는 2009년 7월 15일에 마침내 유럽으로 둥지를 옮겼고, 그는 포르투갈의 최고 명문 클럽 FC 포르투에 합류하였다. FC 포르투는 그를 올랭피크 리옹으로 이적한 리산드로 로페스를 대체하기 위한 목적으로 영입하였다고 밝혔다. 이 이적에 있어서, 포르투는 마리오 볼라티를 제 3자, 내틀랜드 파이난시어링즈마트샤피 B.V. (Natland Financieringsmaatschappij B.V.)에 팔카오의 거주 허가를 위해 매각하였다. 이는 그를 영입하려 하던 포르투의 최대 라이벌 SL 벤피카의 분노를 샀다. 그는 그 해 리그 개막전인 파수스 드 페헤이라전에서 데뷔를 하였고, 무승부를 얻는데 중요한 골을 넣었다. 그는 그 후 처음 네번의 리그 경기에서 4골을 넣었다.
같은 해 9월 15일, 그는 UEFA 챔피언스리그를 첼시 FC에 1-0으로 패한 원정 경기에서 데뷔하였다. 팔카오는 라이벌 스포르팅 CP를 꺾는 헤딩골을 리그 6라운드에서 박아넣었고, 팀은 1-0으로 승리하였다. 나흘 후, 그는 챔피언스리그 첫골을 아틀레티코 마드리드와의 2라운드에서 기록하였다. 2010년 2월 10일, 스포르팅 CP를 상대로 한 포르투갈 컵 8강에서 결승골을 기록하였다. 같은 달, 그는 아스날 FC와의 챔피언스리그 16강전에서 결승골을 기록하였는데, 이는 그의 대회 4번째 골이었다. 2010년 4월 3일, CS 마리티무전에서의 결승골을 넣었고, 20골로 포르투갈 리그 득점 선두가 되었지만, 시즌 종료 후 25골로, 26골을 넣은 SL 벤피카의 오스카르 카르도소에 이어 리그 득점 2위로 마무리하였다. 그는 시즌 마지막 경기인 GD 차베스와의 포르투갈 컵 결승에서 골을 넣어 그의 소속팀이 2-1로 승리하여 우승컵을 들어올리는데 공을 들였다. 그는 시즌을 통틀어 34골 득점으로 종료하였다.

#### 2010-11 시즌
팔카오는 2010-11 시즌을 포르투갈 슈퍼컵 경기에서 SL 벤피카에 2-0으로 완승하는 과정에 골을 넣어 인상적인 시작을 하였다. 그는 SC 베이라마르와의 2010년 8월 22일 경기에서 두골을 기록하였다. 11월 7일, 챔피언 SL 벤피카와의 오 클라시쿠 경기에서 2골 (그 중 하나는 뒤꿈치 골)을 넣어 팀의 역사적인 5-0 대승에 공헌하였고, 팔카오는 UEFA 유로파리그의 SK 라피트 빈전에서 시즌 첫 해트트릭을 기록하였고, 시즌 종료 뒤 17골로 대회 득점왕이 되었다. 2011년 4월 7일, 팔카오는 또다시 러시아의 스파르타크 모스크바와의 유로파리그 8강에서 해트트릭을 기록하였고, 팀은 5-1로 승리하였고, 그는 이 경기 후 대회 10골로 집계되었다.
2010-11 시즌, 포르투는 25라운드에 챔피언 SL 벤피카를 상대로 한 원정경기에서 승리하여 팀의 25번째 리그 우승을 조기에 거미쥐었다. 그는 동점 페널티를 얻어내었고, 팀 동료 헐크가 집어넣었다. 스파르타크 모스크바와의 유로파리그 경기에서, 팔카오는 3골 1어시스트로 5-1 대승을 견인하였다. 2차전에서, 그는 또다시 골과 어시스트로 포르투를 대회 준결승에 진출시켰다. 그는 또다시 득점 선두 자리를 비야레알 CF와의 준결승에서 4골을 넣어 굳혔으며, 포르투는 또다시 5-1 대승을 거두었다.
UEFA 유로파리그 2010-11 결승에서 팔카오는 프레디 과린의 어시스트를 받아 헤딩 결승골을 넣어, SC 브라가를 1-0으로 따돌리고, 포르투에게 우승을 선사하였다. 그는 14경기 17골을 UEFA 유로파리그 2010-11 도중에 넣었고, 기존 위르겐 클린스만이 세운 15골을 경신하였다.

### 아틀레티코 마드리드
이런 경력을 바탕으로 그는 이적료 4000만 유로에 옵션으로 7백만 유로가 붙은 계약으로 스페인 라리가의 아틀레티코 마드리드로 이적했다.
2012년 9월 1일, UEFA 슈퍼컵에서 UEFA 챔피언스리그우승팀인 첼시FC를 상대로 헤트트릭을 기록하면서 소속팀인 아틀레티코 마드리드의 우승을 이끌었다.

### AS 모나코
2013년 5월 20일 아틀레티코 마드리드의 단장 미구엘 앙헬 길 마린은 팔카오가 여름 이적시장에 떠날 결심을 알린다. 2013년 5월 31일 AS 모나코 FC는 아틀레티코 마드리드와 팔카오에 대한 모든 계약을 성사시켰음을 알린다. 팔카오는 이적료 비공개로 5년계약을 맺었으며 이적금액은 4천5백만 유로에서 6천만 유로로 추정된다. 팔카오가 모나코에서 받을 연봉은 1천4백만 유로에 이를것이다.

### 맨체스터 유나이티드
팔카오는 여름이적시장 마감직전 맨체스터 유나이티드로 1년 간 임대이적하였고, QPR과의 EPL 4라운드 경기에서 후안 마타와 교체되어 EPL 데뷔전을 치렀다.
2014년 10월 5일에 열린 에버턴과의 홈 경기에서 맨유 이적 후, 첫 골을 기록하여 맨유에게 승리를 안겼다.
하지만, 부상에 시달린 탓에 많은 경기에 출전하지 못하여 골을 기록하지 못하다가 12월 21일에 열린 아스톤 빌라와의 리그 원정 경기에서 동점골을 기록하였다.
그 후, 2015년 1월 1일에 열린 스토크 시티와의 원정 경기에서 본인의 리그 3호골을 기록하였으며 2월 1일에 열린 레스터 시티와의 홈 경기에서 리그 4호골을 기록하였다.
그러나, 팔카오는 부상과 리그 적응 등 문제로 많은 활약을 보여주지 못하였고, 4골 4도움을 남긴 채, 원 소속팀인 모나코로 복귀하였다.

### 첼시
첼시가 팔카오의 임대를 완료했다. 3일(이하 한국시간) 첼시는 공식 홈페이지를 통해 "팔카오의 임대에 합의했다"며 "AS 모나코와 합의한 사실을 발표하게 돼 기쁘다"고 발표했다.
팔카오는 "첼시에 합류하게 돼 매우 행복하다. 훈련을 시작할 때까지 기다릴 수가 없을 것 같다. 프리미어리그 연패와 유럽에서의 성공을 위한 도움을 줄 수 있도록 하겠다"고 소감을 밝혔다.
첼시는 팔카오의 임대에 대한 구체적인 조건을 밝히지 않았다. 이에 대해 영국 매체들은 첼시가 팔카오에게 18만 파운드(약 3억 1600만 원)를 주급으로 주고, AS 모나코에는 400만 파운드(약 70억 원)를 임대료로 지급한다고 전한 바 있다.
한편 팔카오는 첼시 합류로 아틀레티코 마드리드 시절 함께 했던 티보 쿠르투아, 필리피 루이스, 디에고 코스타와 한솥밥을 먹게 됐다.
임대 이후 교체로 기용되어 헤딩으로 1골을 터트렸다.
그러나 7월 1일 계속되는 부상과 부진으로 결국 원 소속팀 AS 모나코로 복귀하게 되었다.

## 국가대표 경력
팔카오는 콜롬비아 축구 국가대표팀의 U-17, U-20, 그리고 시니어 팀의 대표로 차출되었다.
그는 소속팀에서의 인상적인 활약으로 2011년 코파 아메리카의 콜롬비아 대표로 차출되었다. 팔카오는 볼리비아전 2-0 승리에서, 2골을 모두 넣어 8강행을 이끌었다. 이 경기는 국가대표 경기중에서는 처음으로 멀티골을 넣은 경기였다. 그는 페루와의 8강전에서 후반전 페널티를 실축하였고, 콜롬비아 골키퍼가 연장전 실수를 범하여 2-0으로 패하여 4강 진출이 무산되었다. 2014년 FIFA 월드컵은 부상으로 인해 참가하지 않았다.

### 국가대표 골 기록
| # | 날짜             | 경기장                                                             | 상대       | 득점상황 | 결과 | 대회     |
| - | ---------------- | ------------------------------------------------------------------ | ---------- | -------- | ---- | -------- |
| 1 | 2007년 6월 3일   | 몬테네그로 포드고리차 스타디온 포드 고리촘                         | 몬테네그로 | 0 – 1    | 0–1  | 친선     |
| 2 | 2007년 9월 8일   | 페루 리마 에스타디오 나시오날 델 페루                              | 페루       | 1 – 1    | 2–2  | 친선     |
| 3 | 2008년 11월 19일 | 콜롬비아 칼리 에스타디오 데포르티보 칼리                           | 나이지리아 | 0 – 1    | 0–1  | 친선     |
| 4 | 2009년 6월 10일  | 콜롬비아 메데인 에스타디오 아타나시오 히라르도트                   | 페루       | 0 – 1    | 0–1  | 2010 WCQ |
| 5 | 2009년 8월 12일  | 미국 이스트러더퍼드 자이언츠 경기장                                | 베네수엘라 | 1 – 1    | 2–1  | 친선     |
| 6 | 2010년 10월 8일  | 미국 해리슨 레드불 아레나                                          | 에콰도르   | 1 – 0    | 1–0  | 친선     |
| 7 | 2011년 3월 26일  | 스페인 마드리드 비센테 칼데론                                      | 에콰도르   | 2 – 0    | 2–0  | 친선     |
| 8 | 2011년 7월 10일  | 아르헨티나 산타페 브리하디에르 헤네랄 에스타니슬라오 로페스 경기장 | 볼리비아   | 1 – 0    | 2–0  | 2011 CA  |
| 9 | 2011년 7월 10일  | 아르헨티나 산타페 브리하디에르 헤네랄 에스타니슬라오 로페스 경기장 | 볼리비아   | 2 – 0    | 2–0  | 2011 CA  |

## 경력 통계

### 클럽
| 클럽                | 시즌    | 리그 | 리그 | 컵   | 컵 | 리그컵 | 리그컵 | 대륙대항전 | 대륙대항전 | 기타1 | 기타1 | 합계 | 합계 |
| 클럽                | 시즌    | 출장 | 골   | 출장 | 골 | 출장   | 골     | 출장       | 골         | 출장  | 골    | 출장 | 골   |
| ------------------- | ------- | ---- | ---- | ---- | -- | ------ | ------ | ---------- | ---------- | ----- | ----- | ---- | ---- |
| 리버 플레이트       | 2005–06 | 11   | 7    | –    | –  | –      | –      | 0          | 0          | –     | –     | 11   | 7    |
| 리버 플레이트       | 2006–07 | 19   | 3    | –    | –  | –      | –      | 5          | 4          | –     | –     | 24   | 7    |
| 리버 플레이트       | 2007–08 | 27   | 11   | –    | –  | –      | –      | 12         | 8          | –     | –     | 39   | 19   |
| 리버 플레이트       | 2008–09 | 32   | 13   | –    | –  | –      | –      | 3          | 3          | –     | –     | 35   | 16   |
| 리버 플레이트       | 합계    | 89   | 34   | –    | –  | –      | –      | 20         | 15         | –     | –     | 109  | 49   |
| FC 포르투           | 2009–10 | 28   | 25   | 5    | 5  | 2      | 0      | 8          | 4          | 0     | 0     | 43   | 34   |
| FC 포르투           | 2010–11 | 22   | 16   | 3    | 3  | 0      | 0      | 16         | 18         | 1     | 1     | 42   | 38   |
| FC 포르투           | 2011-12 | 1    | 0    | -    | -  | -      | -      | -          | -          | 1     | 0     | 2    | 0    |
| FC 포르투           | 합계    | 50   | 41   | 8    | 8  | 2      | 0      | 24         | 22         | 1     | 1     | 86   | 73   |
| 아틀레티코 마드리드 | 2011-12 | 34   | 24   | 1    | 0  | -      | -      | 15         | 12         | -     | -     | 50   | 36   |
| 아틀레티코 마드리드 | 2012-13 | 34   | 28   | 4    | 2  | -      | -      | 2          | 1          | 1     | 3     | 41   | 34   |
| 아틀레티코 마드리드 | 합계    | 68   | 52   | 5    | 2  | -      | -      | 17         | 13         | 1     | 3     | 91   | 70   |
| 모나코              | 2013-14 | 17   | 9    | 2    | 2  | -      | -      | -          | -          | -     | -     | 19   | 11   |
| 모나코              | 2014-15 | 3    | 2    | -    | -  | -      | -      | -          | -          | -     | -     | 3    | 2    |
| 모나코              | 2016-17 | 29   | 21   | 2    | 1  | 2      | 1      | 10         | 7          | -     | -     | 43   | 30   |
| 모나코              | 2017-18 | 26   | 18   | 1    | 0  | 3      | 3      | 5          | 3          | 1     | 0     | 36   | 24   |
| 모나코              | 2018-19 | 33   | 15   | 1    | 1  | -      | -      | 5          | 0          | -     | -     | 39   | 16   |
| 모나코              | 합계    | 108  | 65   | 6    | 4  | 5      | 4      | 20         | 10         | 1     | 0     | 140  | 83   |
| 맨체스터 유나이티드 | 2014-15 | 26   | 4    | 3    | 0  | -      | -      | -          | -          | -     | -     | 29   | 4    |
| 첼시                | 2015-16 | 10   | 1    | -    | -  | 1      | 0      | -          | -          | 1     | 0     | 12   | 1    |
| 갈라타사라이        | 2019-20 | 16   | 10   | 3    | 1  | -      | -      | 3          | 0          | -     | -     | 22   | 11   |
| 갈라타사라이        | 2020-21 | 17   | 9    | -    | -  | -      | -      | 1          | 0          | -     | -     | 18   | 9    |
| 갈라타사라이        | 2021-22 | 1    | 0    | -    | -  | -      | -      | 2          | 0          | -     | -     | 3    | 0    |
| 갈라타사라이        | 합계    | 34   | 19   | 3    | 1  | 1      | 0      | 6          | 0          | 1     | 0     | 43   | 20   |
| 라요 바예카노       | 2021-22 | 22   | 6    | 3    | 0  | -      | -      | -          | -          | -     | -     | 25   | 6    |
| 라요 바예카노       | 2022-23 | 27   | 2    | 2    | 0  | -      | -      | -          | -          | -     | -     | 29   | 2    |
| 라요 바예카노       | 합계    | 49   | 8    | 5    | 0  | -      | -      | -          | -          | -     | -     | 54   | 8    |

최근 업데이트 : 2023년 6월 30일
1기타 대회는 포르투갈 슈퍼컵 등을 포함한다.

### 국가대표
| 콜롬비아 축구 국가대표팀 | 콜롬비아 축구 국가대표팀 | 콜롬비아 축구 국가대표팀 |
| 연도                     | 출장                     | 골                       |
| ------------------------ | ------------------------ | ------------------------ |
| 2007                     | 8                        | 2                        |
| 2008                     | 5                        | 1                        |
| 2009                     | 8                        | 2                        |
| 2010                     | 3                        | 1                        |
| 2011                     | 7                        | 3                        |
| 2012                     | 7                        | 5                        |
| 2013                     | 9                        | 5                        |
| 2014                     | 3                        | 1                        |
| 2015                     | 9                        | 4                        |
| 2016                     | 2                        | 0                        |
| 2017                     | 6                        | 3                        |
| 2018                     | 11                       | 4                        |
| 2019                     | 8                        | 2                        |
| 2020                     | 2                        | 1                        |
| 2021                     | 6                        | 0                        |
| 2022                     | 5                        | 1                        |
| 2023                     | 2                        | 0                        |
| 합계                     | 104                      | 36                       |

## 경력
- 2005년 FIFA 세계 청소년 축구 선수권 대회 국가대표
- 2011년 코파 아메리카 국가대표

## 수상

#### 리버 플레이트
- 아르헨티나 프리메라 디비시온 : 2008

#### 포르투
- 프리메이라리가 : 2010-11
- 타사 드 포르투갈 : 2009-10, 2010-11
- 포르투갈 슈퍼컵 : 2010, 2011
- UEFA 유로파리그 : 2010-11

#### 아틀레티코 마드리드
- 코파 델 레이 : 2012-13
- UEFA 유로파리그 : 2011-12
- UEFA 슈퍼컵 : 2012

#### 모나코
- 리그 1 : 2016-17

#### 콜롬비아
- 남미 U-20 선수권 대회 : 2005

### 개인
- 발롱도르 : 5위 (2012)
- 남아메리카 올해의 팀 : 2007
- 포르투갈 리가 올해의 선수 : 2010-11
- UEFA 챔피언스리그 베스트 골 : 2009-10
- UEFA 유로파리그 득점왕 : 2010-11, 2011-12
- UEFA 유로파리그 결승전 MoM : 2011, 2012
- UEFA 슈퍼컵 MoM : 2012
- FIFA/FIFPro 월드 베스트 XI : 2012
- 리그 1 이 달의 선수 : 17년 8월
- 쿠프 드 라 리그 득점왕 : 2017-18
- 보야카 콜롬비아 훈장: 2011
- 콜롬비아 대표팀 역대 최다득점자 : 35골
- UEFA 유로파리그 단일시즌 최다 득점자 : 17골

## 같이 보기
- A매치 100경기 이상 출전한 축구 선수 명단